# Kartalkaya
Kartalkaya es una estación de esquí ubicada en el noroeste de Turquía, en una cordillera llamada sierra Köroğlu, cerca de la ciudad de Bolu. Las coordenadas de este punto geográfico son 40°40′10″N 31°47′10″E / 40.66944, 31.78611.

## Descripción
Kartalkaya tiene condiciones adecuadas para el esquí alpino, esquí touring y esquí de fondo. Es mucho más tranquila y más barata durante la semana, por cuenta del gran movimiento de personas de Estambul y Ankara durante los fines de semana. 
La duración de la temporada de esquí es de 120 días al año, entre 20 de diciembre y 20 de marzo. 
La ciudad más cercana es de Bolu, a 54 km de distancia. Kartalkaya se encuentra a 4 horas del aeropuerto de Ankara (Aeropuerto Internacional Esenboğa) y a 6 horas de los aeropuertos de Estambul (Aeropuerto Internacional Atatürk o Aeropuerto Internacional Sabiha Gökçen) en autobús.

## Historia
El 21 de enero de 2025, se produjo un incendio en el Hotel Grand Kartal en la estación de esquí de Kartalkaya. Al menos 76 personas murieron y otras 51 resultaron heridas.   